# 努力餐
努力餐是一家位于四川省成都市青羊区的餐厅，由革命烈士车耀先于1930年5月在祠堂街创办，得名于孙中山的“革命尚未成功，同志仍需努力”。1985年被列为第二批成都市文物保护单位，2009年被列为成都市党史教育基地。

## 历史
1928年，车耀先加入中国共产党。为了隐藏身份，车耀先在成都祠堂街牌坊巷口开设了“新的面店”。1929年，车耀先将面店迁至山桥南街，并更名为“努力餐”。1930年又将餐馆迁至祠堂街，作为地下党的秘密联络点，并开始提供“革命饭”。车耀先立志于让平民百姓吃好饭，他曾亲自在餐厅楼上的墙壁上题词：“要解决吃饭问题，努力，努力!”。他还常对厨师们说：“庶民百姓到我们这里来进餐，就是要想办法让他们吃好，做到物美价廉。”，为此“努力餐”除了提供名贵川菜，还天天按时提供大肉蒸饺与大众蒸碗饭，开成都平民快餐之先河，因此“努力餐”常常座无虚席。

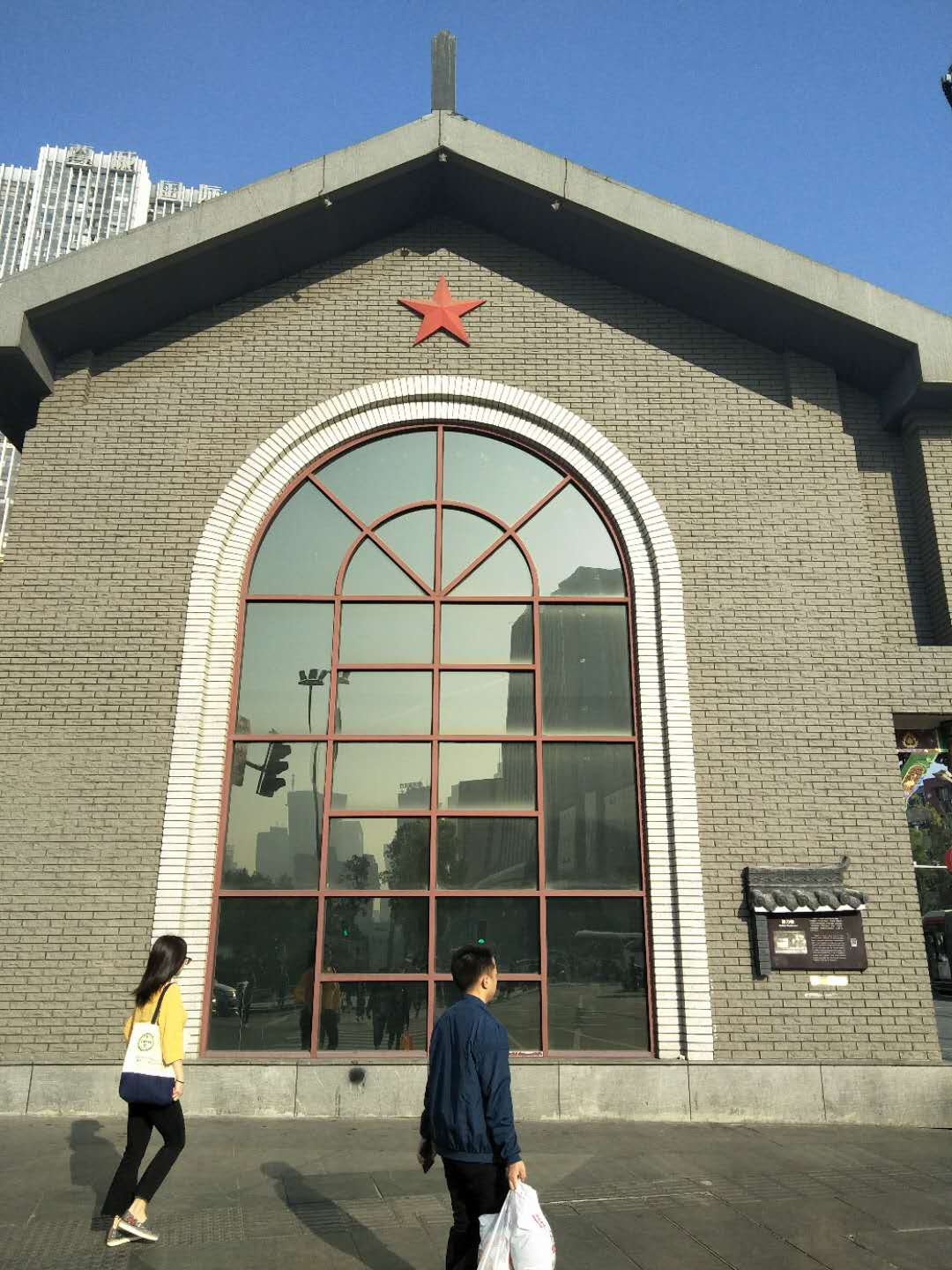
成都努力餐东侧，建筑上的红星标示了它的革命历史，房屋上的介绍牌简要描述了车耀先与努力餐的起源。

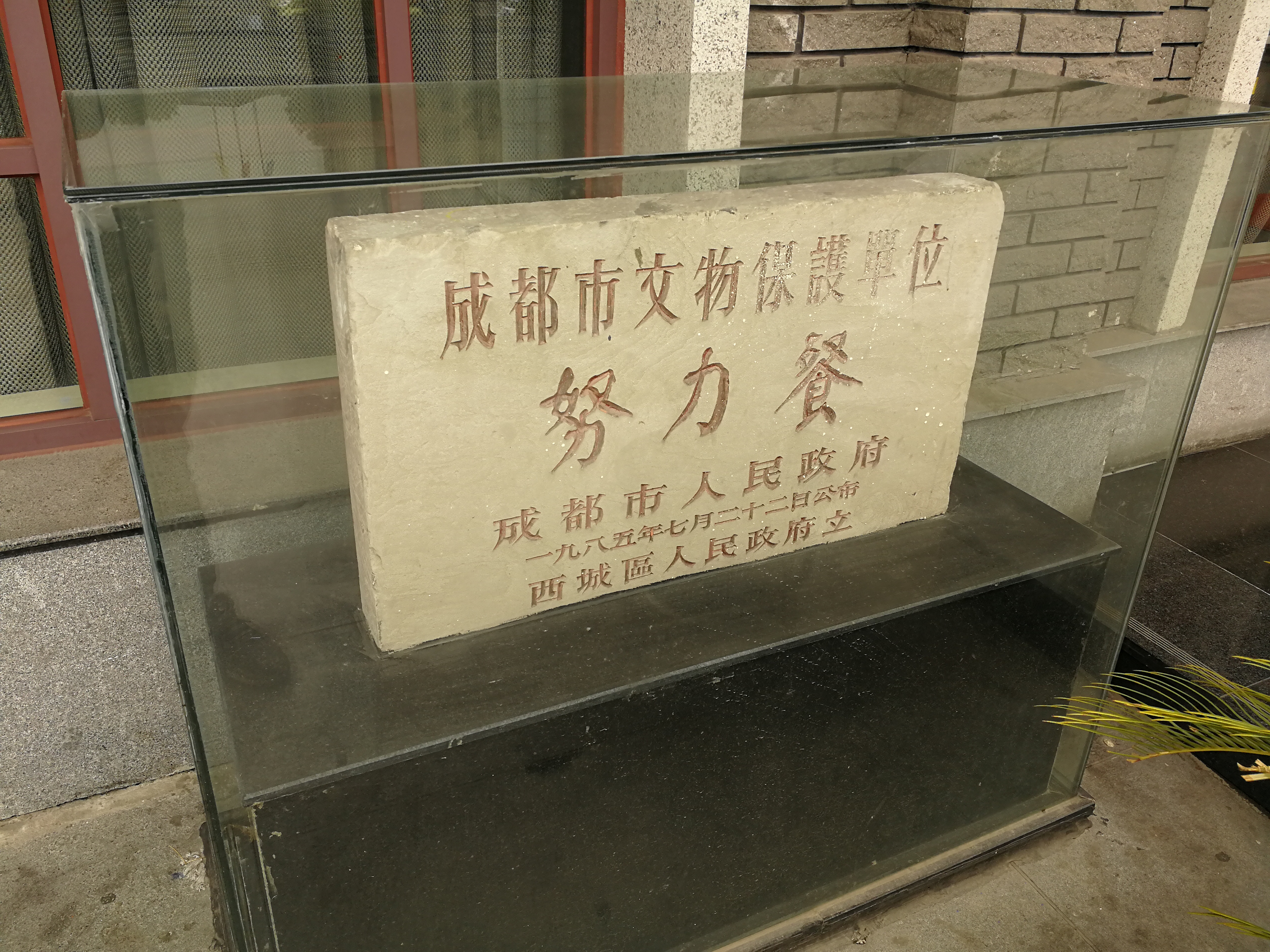
努力餐的文保碑

1932年，车耀先为解决平民百姓吃饭问题，在人民公园左侧又创办“庶几”餐厅，经营形式类似于今日之快餐，价格低廉而品质优良。开业时，餐厅店堂内挂有一横幅，上书“努力为大众辟吃饭场所，其庶几乎？”，道明了“庶几”与努力餐的关系。
“努力餐”为当时中国的救亡图存做出了大量贡献。革命者在店中说出口号“一菜一汤”，就会获得免费的餐饭，因此救助了许多经济困难的革命者，也使得“努力餐”成为了革命人士的活动中心。店里的“革命饭”最有名，每份有三四两米，加入肉粒、鲜豆、嫩笋，色香味俱全，又实惠又好吃。救国会“七君子”沈鈞儒、章乃器、鄒韜奮、史良、李公朴、王造時、沙千里出狱后来成都，车耀先均为其设宴于“努力餐”。当时在成都的中共领导人吴玉章、邓颖超等亦在此开会。1940年，“努力餐”还为来蓉的冯玉祥、老舍举办欢迎宴。
1940年，成都發生了“抢米事件”，试图以此打击抗日力量，破坏中共建立的统一战线。随后车耀先遭秘密逮捕，“努力餐”转由其亲属经营。1946年8月18日，车耀先被杀害于重庆松林坡。“努力餐”成为其为革命光荣献身的历史象征。
1956年，“努力餐”经公私合营改造后，成为国营企业，隶属于成都市饮食公司。1984年由于城市改造，祠堂街的“努力餐”被拆除，并在金河路1号原貌复建。1985年7月22日，成都市政府公布第二批文物保护单位，努力餐在列。1999年，“努力餐”由成都市银杏餐饮有限公司管理运营。2009年，“努力餐”被列为成都市党史教育基地。